# Rue de l'Abbé-Migne
La rue de l’Abbé-Migne est une impasse située dans le quartier Saint-Gervais du 4e arrondissement de Paris.

## Situation et accès
Elle débute au no 51 rue des Francs-Bourgeois et se termine en impasse.

## Origine du nom
Cette voie porte le nom de l'ecclésiastique et éditeur français l'abbé Jacques-Paul Migne (1800–1875),.

## Historique
Le percement de la rue des Guillemites entre la rue des Blancs-Manteaux et la rue du Paradis (aujourd'hui rue des Francs-Bourgeois) est réalisé dans les années 1800. En 1868, elle absorbe la rue des Singes située entre la rue des Blancs-Manteaux et la rue Sainte-Croix-de-la-Bretonnerie.
Un arrêté du 6 mai 1952 déclasse et supprime la partie de la rue des Guillemites ouverte au début du XIXe siècle entre les rues des Blancs-Manteaux et des Francs-Bourgeois. Mais une partie de cette rue est rouverte à l'occasion du remembrement de l'îlot en 1955, sous le nom provisoire de « voie A/4 » et en 1978, elle est renommée « rue de l'Abbé-Migne ».

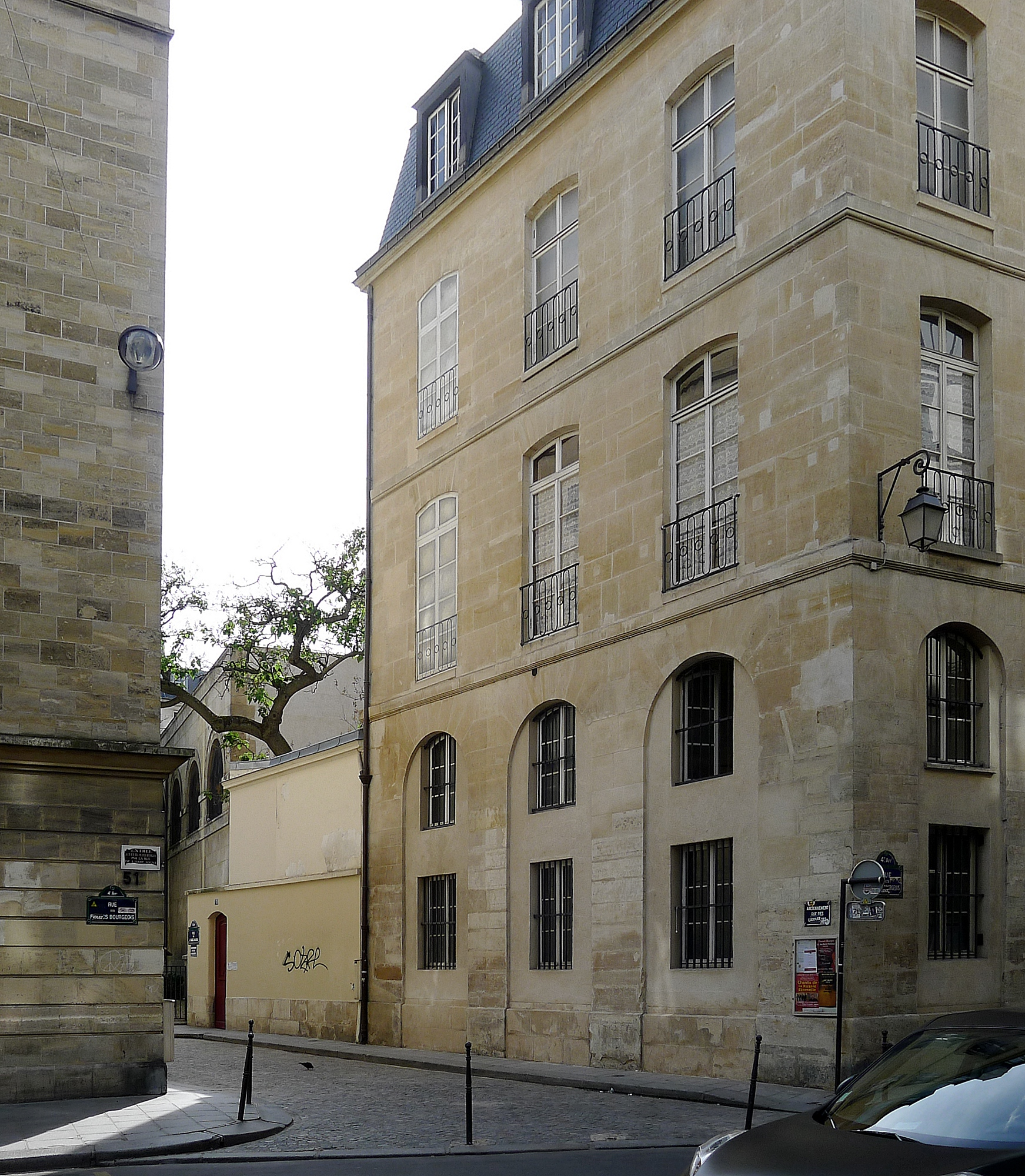
Autre vue de la rue avec un panneau rappelant son ancienne appellation.

## Bâtiments remarquables et lieux de mémoire
- 1, rue de l’Abbé-Migne : une des entrées de l’église Notre-Dame-des-Blancs-Manteaux.
- Face au 1, rue de l’Abbé-Migne : débouché de l’allée en équerre servant aux résidents du 51, rue des Francs-Bourgeois, pour accéder aux entrées A, B, C, et D de leur immeuble.
- On accède au square Charles-Victor-Langlois (un espace vert) par des grilles situées fond de cette rue en impasse.

### En littérature
Jacques Roubaud cite cette modeste voie sous son véritable nom, dans son roman La Belle Hortense : dans le droit fil du roman Pierrot mon ami (1942) de Raymond Queneau, les princes poldèves transfèrent pierre à pierre la chapelle du malheureux prince Luigi, « rue de l’Abbé-Migne » (en l’intégrant à l’église Notre-Dame-des-Blancs-Manteaux appelée « Sainte-Gudule » dans le roman).